# Félix López
Félix López Kemp (Kiamp) (* 2. Mai 1917 in Puerto Plata; † 18. September 1969 in Santo Domingo) war ein dominikanischer Songwriter.
Der Sohn des Posaunisten Manuel López Betances hatte mehrere Geschwister, von denen Luis als Trompeter und Carlos Manuel als Posaunist und Dirigent aktiv waren. Er besuchte die Grund- und Mittelschule seiner Heimatstadt und begann schon in seiner Jugend Lieder zu schreiben, in denen er sich gegen die Diktatur Trujillos wandte. Seit Ende der 1950er Jahre lebte er
in Santo Domingo.
Bekannt wurde López mit Merengues wie La miseria, Siña Juanica, María Engracia, El Tiririri und Fiesta en la joya. El Tiriri wurde 1950 von Napoleón Zayas’ Orchester, in den 1970er Jahren von Guillo Carías und seiner Gruppe 4 más 1 (mit Cecilia García), außerdem auch von Joseíto Mateo mit Héctor de Leóns Orchester aufgenommen. Weitere Interpreten seiner Lieder waren u. a. Vinicio Franco, Siña Juanica und Armando Beltré sowie Rico López.